# Freibeweis
Freibeweis ist ein ungeregeltes Beweisverfahren im Gegensatz zum Strengbeweis. Während der Strengbeweis mit bestimmten, in der jeweiligen Verfahrensordnung vorgesehenen Beweismitteln (zumeist Zeugen, Sachverständige, Urkunden, Augenschein) und in einem rechtlich vorgegebenen Beweisverfahren zu führen ist, ist der Freibeweis von einer solchen Förmlichkeit befreit und kann z. B. auch durch telefonische Auskunft, Urkunden und Augenschein ohne die Einhaltung sämtlicher Formalitäten (wie durch Verlesen der Urkunde) geführt werden. Auch der Freibeweis muss aber zu einer richterlichen Überzeugung führen und auch im Freibeweisverfahren darf nicht gegen grundlegende Verfahrensgrundsätze wie die Einhaltung oder Nachholung rechtlichen Gehörs oder das faire Verfahren verstoßen werden. Das Freibeweisverfahren findet in der Regel bei der Feststellung von Tatsachen statt, die nur für das Verfahren von Bedeutung sind.